# Chelonus cephelanthi
Chelonus cephelanthi är en stekelart som beskrevs av Mccomb 1968. Chelonus cephelanthi ingår i släktet Chelonus och familjen bracksteklar. Inga underarter finns listade i Catalogue of Life.